# Brisure
 (août 2009).
Si vous disposez d'ouvrages ou d'articles de référence ou si vous connaissez des sites web de qualité traitant du thème abordé ici, merci de compléter l'article en donnant les références utiles à sa vérifiabilité et en les liant à la section « Notes et références ».
Une brisure est un élément qui modifie un blason hérité. Elle est utilisée pour distinguer aînés, cadets ou bâtards.
Les brisures les plus pratiquées sont,,:
- la diminution de pièces honorables ;

- le changement de couleur d'un élément important (champ ou pièce honorable) ;
- l'ajout d'une pièce de second ordre ou d'un meuble ;
- le changement des cimiers, surtout en Allemagne où les branches d'une famille se distinguent ordinairement par les cimiers différents, soit par le nombre, soit par la forme[4],[5].

Le chef d'une lignée porte généralement les armes pleines de sa famille à titre personnel. Ainsi, la branche d'Orléans de la maison de France porte de France brisé d'un lambel d'argent à trois pendants.
Les autres membres de la famille (y compris les aînés, avant la mort de leur père) n'y ont pas pleinement droit, et doivent en principe y apporter une brisure pour composer leurs armes personnelles (ou se contenter de porter les armes de la lignée, mais pas à titre personnel).
Les brisures les plus fréquentes en France sont la bordure, le lambel, le bâton péri (en bande ou en barre). Certaines brisures sont conventionnelles : la bande est généralement signe de légitimité, le lambel est généralement une brisure de cadet.
La connaissance historique gigantesque que cela suppose de la part du blasonneur fait, qu'à part pour les grandes maisons, cette règle n'est pas appliquée en France.
Un blason brisé devrait se lire en ignorant d'abord la brisure, puis en terminant par brisé de… : D'azur aux trois fleurs de lys d'or brisé en chef d'un lambel d'argent et d'une barre d'argent brochant sur le tout, porté par le bâtard d'Orléans.
Ainsi le blasonnement du Loiret : D'azur à la divise ondée d'argent accompagnée de trois fleurs de lys d'or, le tout surmonté d'un lambel d'argent devrait se dire : D'azur à la divise ondée d'argent accompagnée de trois fleurs de lys d'or, brisé d'un lambel d'argent en chef.
Codification des brisures
Le système de brisures est codifié en héraldique anglaise et écossaise, mais cette codification n'a jamais eu lieu dans la tradition française. En Angleterre et en Écosse, il existe une hiérarchie des brisures suivant le rang dans la famille. Ainsi, l'aîné brise obligatoirement d'un lambel.

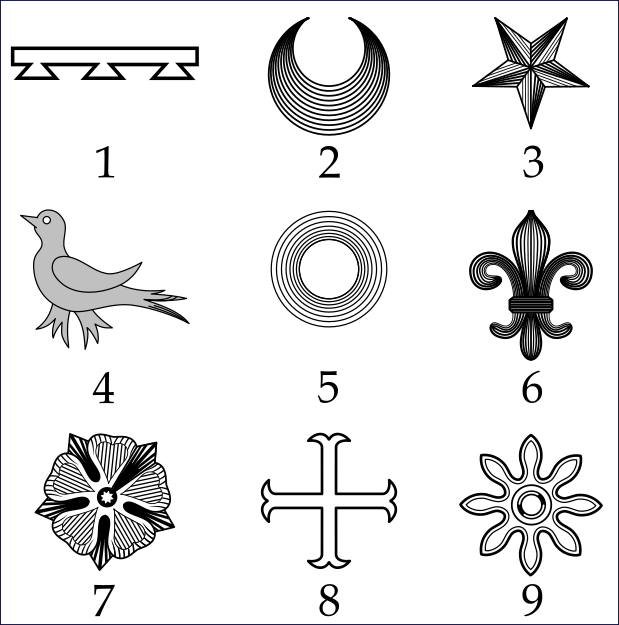
Brisures anglaises.
Brisures écossaises.